# Семюел Воррен Кері
Семюел Воррен Кері (англ. Samuel Warren Carey; 1 листопада 1911, Кемпбеллтаун, Австралія — 20 березня 2002, Хобарт, Тасманія) — австралійський геолог, обґрунтував механізм спредингу, прихильник гіпотези розширення Землі. Професор Університету Тасманії.

## Наукові праці
Книги слов'янськими мовами
У.Кэри В поисках закономерностей развития Земли и Вселенной. М: Мир, 1991 ISBN 5-03-001826-3
Книги англійською мовою
The Expanding Earth, 448 pp., Elsevier, Amsterdam 1976
Theories of the Earth and Universe, 206 pp., Stanford University Press. 1988 ISBN 0-8047-1364-2
Earth Universe Cosmos — University of Tasmania. 1996
Статті
1958: The tectonic approach to continental drift. In: S. W. Carey (ed.): Continental Drift — A Symposium. University of Tasmania, Hobart, 177—363 (expanding Earth from p. 311 to p. 349)
1961. Palaeomagnetic evidence relevant to a change in the Earth's radius. Nature 190, pp 36.
1963: The asymmetry of the Earth. Australian Journal of Science 25, pp 369—383 and 479—488.
1970: Australia, New Guinea, and Melanasia in the current revolution in concepts of the evolution of the Earth. Search 1 (5), pp 178—189
1975: The Expanding Earth — an Essay Review. Earth Science Reviews, 11, 105—143.
1986: La Terra in espansione. Laterza, Bari.

## Інтернет-ресурси
- ABC interview trancript
- Bright Sparcs biography of Samuel Warren Carey published by the Australian Science and Technology Heritage Centre
- Warren Carey, Last of the Giants